# Río Golmayo
El río Golmayo  es un río del noroeste de España, un afluente del río Duero que discurre por la provincia de Soria. Tiene una longitud de unos 12 km.
El nacimiento del río Golmayo tiene su origen en el acuífero de Pico Frentes. El origen de las aguas de esta zona del acuífero es de manera exclusiva procedente de la infiltración de agua de lluvia sobre la superficie de la montaña.

## Recorrido
El río Golmayo nace en las faldas del Pico Frentes, montaña que forma parte de la Sierra Llana, en las inmediaciones de Fuentetoba, en la provincia de Soria, término municipal de Golmayo. Pasa por los términos de Fuentetoba, Golmayo y Soria. Desemboca en el río Duero en el término de Soria. Recibe las aguas de numerosos barrancos de la Sierra Llana y de la Sierra de San Marcos además del conocido manantial y cascada de la Toba.